# Скрюмір (супутник)
Скрюмір, також S/2004 S 23 — природний супутник Сатурна. Відкритий Скоттом Шеппардом, Девідом Джуїттом та Дженом Кліною 7 жовтня 2019 року після спостережень, проведених у період з 12 грудня 2004 року по 22 березня 2007 року. Постійну назву було присвоєно у серпні 2021 року. 24 серпня 2022 року був названий на честь Утґарда-Локі (також відомого як Скрюмір), йотуна зі скандинавської міфології.
Діаметр Скрюміра — близько 4 км, велика піввісь орбіти — 21 427 000 км, орбітальний період — 1164,3 земної доби, обертається навколо Сатурна з ретроградним напрямком під нахилом 177,7° до площини екліптики, ексцентриситет орбіти — 0,399.